# Zając wielkanocny

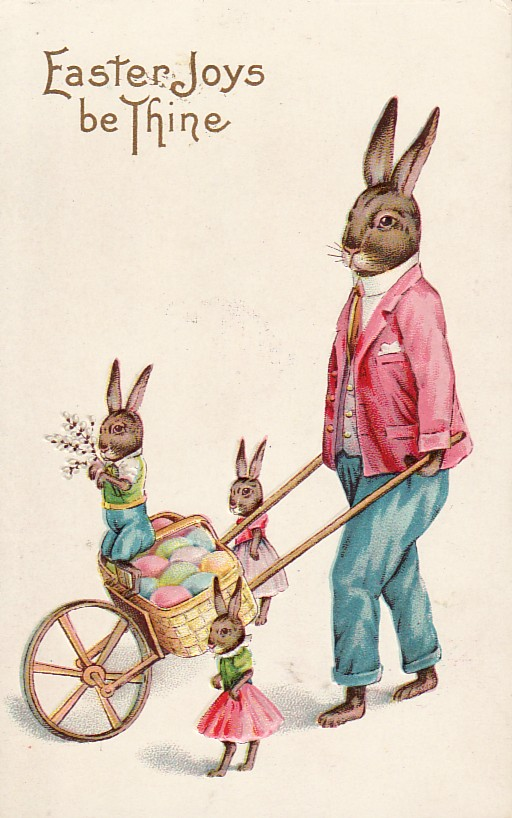
Wielkanocna kartka pocztowa z zającem, ok. 1915

Zając wielkanocny – jeden ze świeckich symboli Wielkiej Nocy, święta chrześcijan.
Pomimo że pierwsze interpretacje znaczenia zająca w chrześcijaństwie pochodzą z pism pisarzy wczesnochrześcijańskich (m.in. Hezydiusz, Augustyn z Hippony), to najstarsze źródła łączące zająca z symboliką jajka wielkanocnego pochodzą z końca XVII wieku. Wyjaśnień takiego połączenia jest wiele – nawiązanie do zwyczajów podatkowych (składanie daniny w naturze), kojarzenie zwierzęcia z nadejściem wiosny czy utożsamianie zająca z tym stworzeniem, które według rodziców, przynosi dla dzieci pisanki jako drobne upominki. Popularność symbolu zająca znacznie wzrosła wraz z pojawieniem się kartek pocztowych ze świątecznymi życzeniami.
Zwyczaj obdarowywania przez zająca pochodzi z Niemiec. W Polsce obchodzony jest w niektórych regionach, m.in. na Śląsku, Pomorzu Zachodnim czy w Wielkopolsce. Według tradycji zając chodzi z koszykiem wielkanocnym i zostawia prezenty (zazwyczaj są to drobne upominki lub słodycze) w pierwszy dzień Świąt Wielkanocnych w koszyczkach ukrytych w domu lub ogrodzie, wyścielonych pociętą na paski zieloną bibułą.
W Australii, gdzie sprowadzone z Europy króliki są poważnym problemem ekologicznym, w ramach ruchu wspierania lokalnej fauny, zrodziła się inicjatywa zastępowania wielkanocnych zajęcy (ang. Easter Bunny, dosł. królik wielkanocny) wielkanocnymi wielkouchami (ang. Easter Bilby).